# Jean Foulquart
Jean Foulquart, né à Reims dans la première moitié du XVe siècle, est un chroniqueur français. Il meurt en 1503.
Notaire royal de formation, il effectue une longue carrière dans les institutions de la ville, à partir de 1473. Il devient procureur de l'échevinage et procureur du conseil de ville.
Il dressa l’inventaire des papiers du sacre de Louis XI en 1478 et celui des archives de l’échevinage de Reims en 1486.
Il composa d’importants Mémoires dont il ne reste que des copies modernes et contemporaines, publiées par Edouard de Barthélemy. La Bibliothèque de Reims en possède des extraits : notices sur le Sacre de Charles VIII et l’Incendie de la Cathédrale ; Histoire de Cochinart et ses interrogatoires. On lui doit entre autres une description très intéressante sur le Mystère de la Passion joué en 1490.
Voir aussi